# サンリオアニメフェスティバル
サンリオアニメフェスティバルは、1989年から1991年まで、および1996年にサンリオが製作した子供向けアニメーション映画を3本立て同時上映で劇場公開したときのタイトルである。
上映作品は第4回を除き、いずれもサンリオキャラクターが童話の主人公を演じる作品であるが、作品を見た子供がキャラクターのイメージを壊さないようになどの理由から、ストーリーに脚色が加えられていることがある。第4回を除き、各アニメパートの冒頭および末尾において案内人として、タキシードサムのサムとチップが登場する。また、オープニング映像にはキティを初め、さまざまなサンリオキャラクターも登場する。
劇場映画としての上映は1991年で一旦終了したが、サンリオはその後もOVAとして同種のアニメ（サンリオ世界名作映画館シリーズ）を製作している。

## 第1回
1989年7月15日、全国東宝洋画系58館で公開。サンリオは1975年の映画製作の進出以来24本の映画を製作してきたが、累計50億円の赤字を計上していた。妖精フローレンスを最後に一時期映画事業から撤退していたが、
ドラえもん映画作品が安定して好評を博す状況などから、アニメ映画市場の拡大が見込めるとして映画制作を再開、サンリオの4年ぶりの新作映画として発表された。アニメーション映画を通じて上映当時建設中の多摩サンリオコミュニケーションワールド（現サンリオピューロランド）やサンリオキャラクターの宣伝と知名度向上が狙いだった。サンリオキャラクターが主人公の劇場アニメーション映画はこれが初めて。3作計で総制作費は1億7000万円。50万人近い観客動員数を記録した。
- ハローキティのシンデレラ
- マイメロディの赤ずきん
- キキとララの青い鳥

## 第2回
1990年7月7日公開。
- ハローキティのおやゆびひめ
- ぽこぽんのゆかいな西遊記
- けろけろけろっぴの大冒険 ふしぎな豆の木

## 第3回
1991年7月20日公開。配給収入3億円。
- ハローキティの魔法の森のお姫さま
- けろけろけろっぴの三銃士
- たあ坊の竜宮星大探険 - 乙姫様が登場するなど浦島太郎をモチーフにしているが、宇宙活劇に改変されている。

## 第4回
1996年3月2日公開。4年半ぶりの劇場公開。これまでの世界名作劇場路線から一転し、オリジナルストーリーとなっている。
- ハローキティのみんなの森をまもれ!
- けろけろけろっぴのびっくり!おばけやしき
- バッドばつ丸のオレのポチは世界一[4][5]